# Intocht van Sinterklaas in Amsterdam

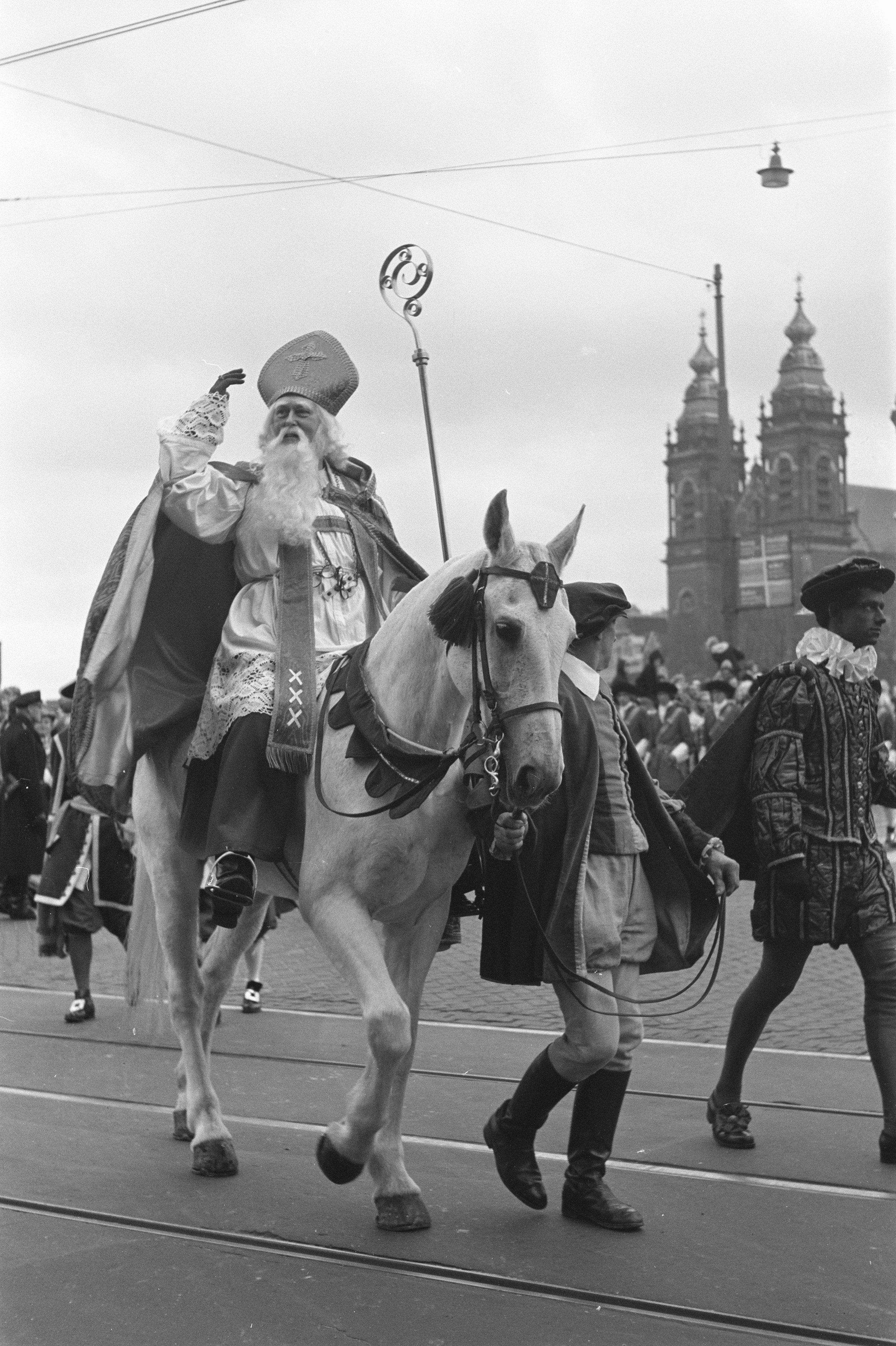
Sinterklaas op het Damrak, met op de achtergrond de Sint-Nicolaaskerk; 17 November 1959.

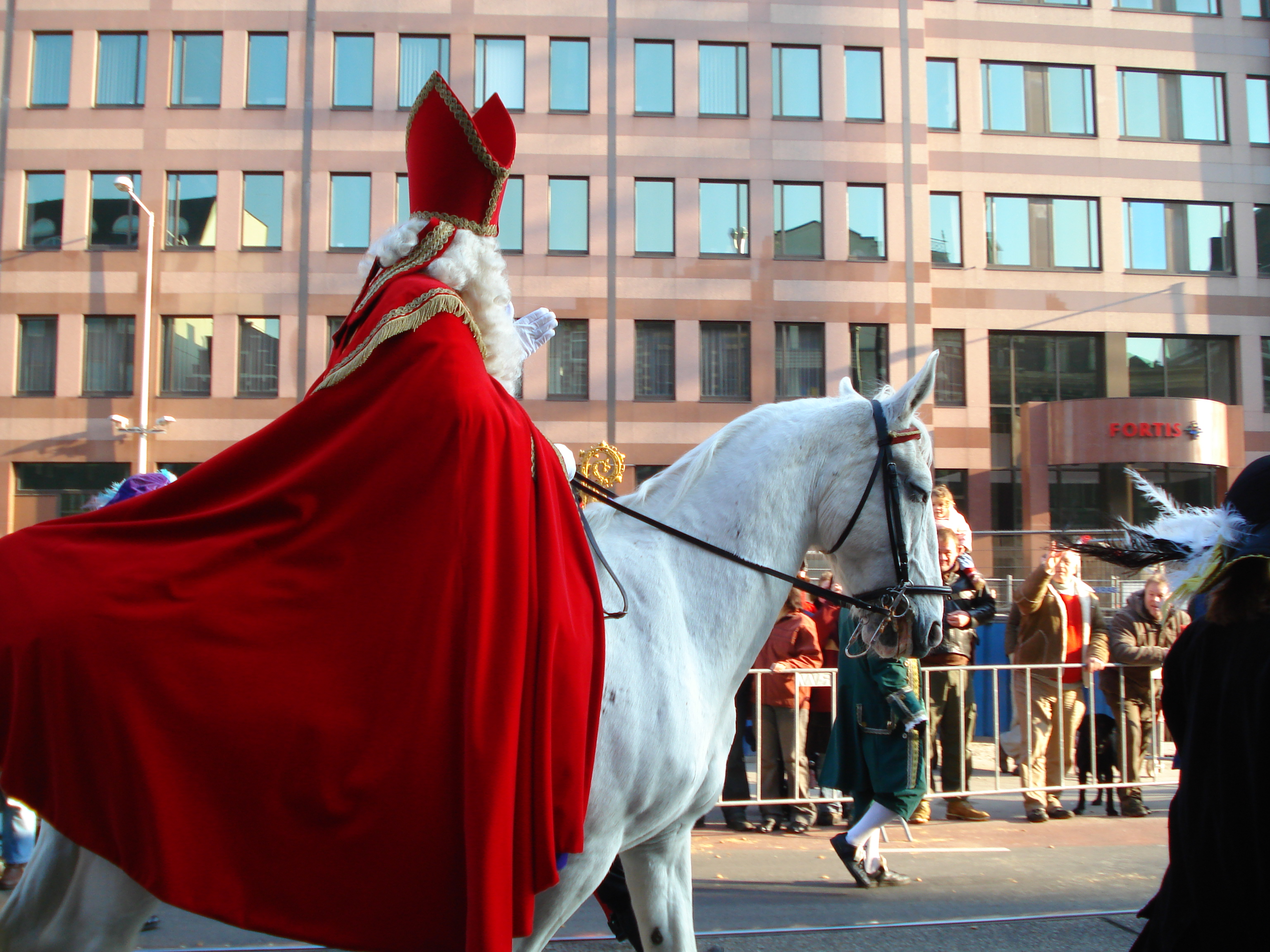
Sinterklaas te paard op het Rokin; november 2007.

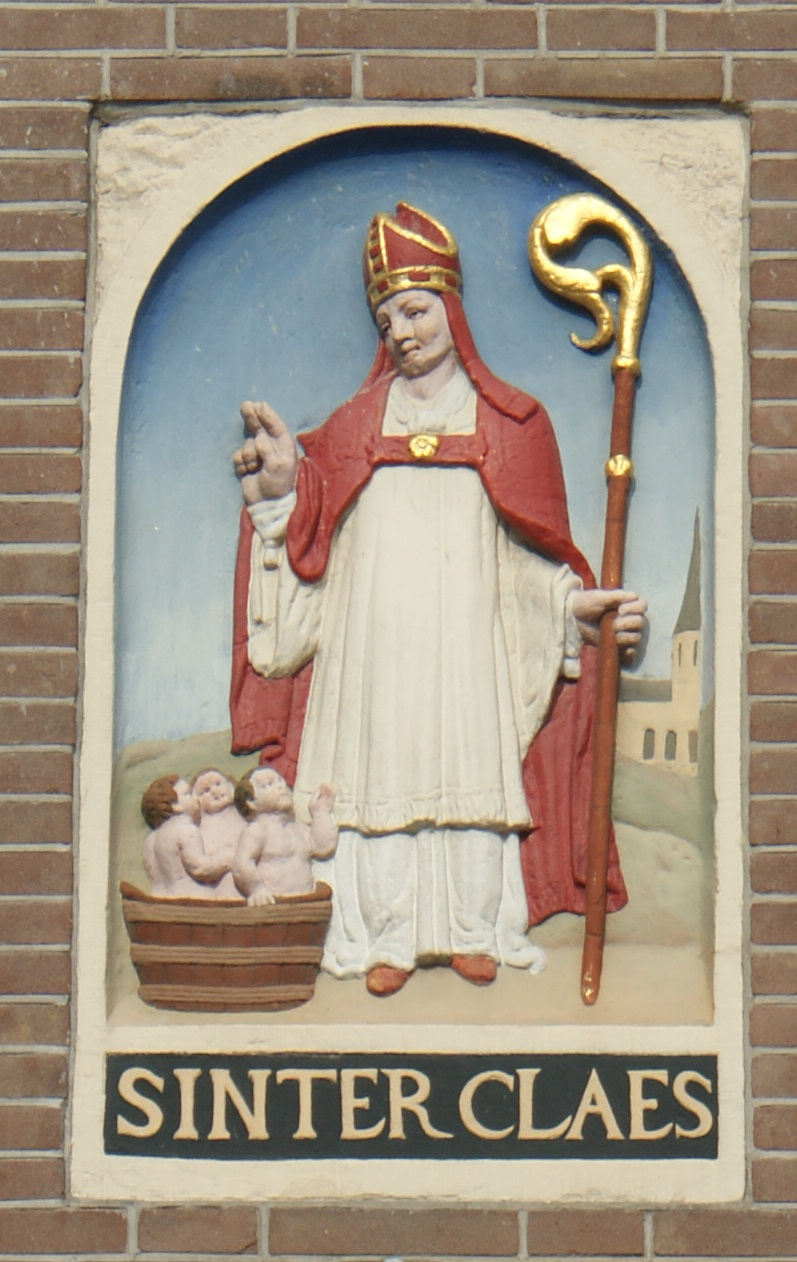
Gevelsteen van Sinterclaes op de Dam nr. 2.

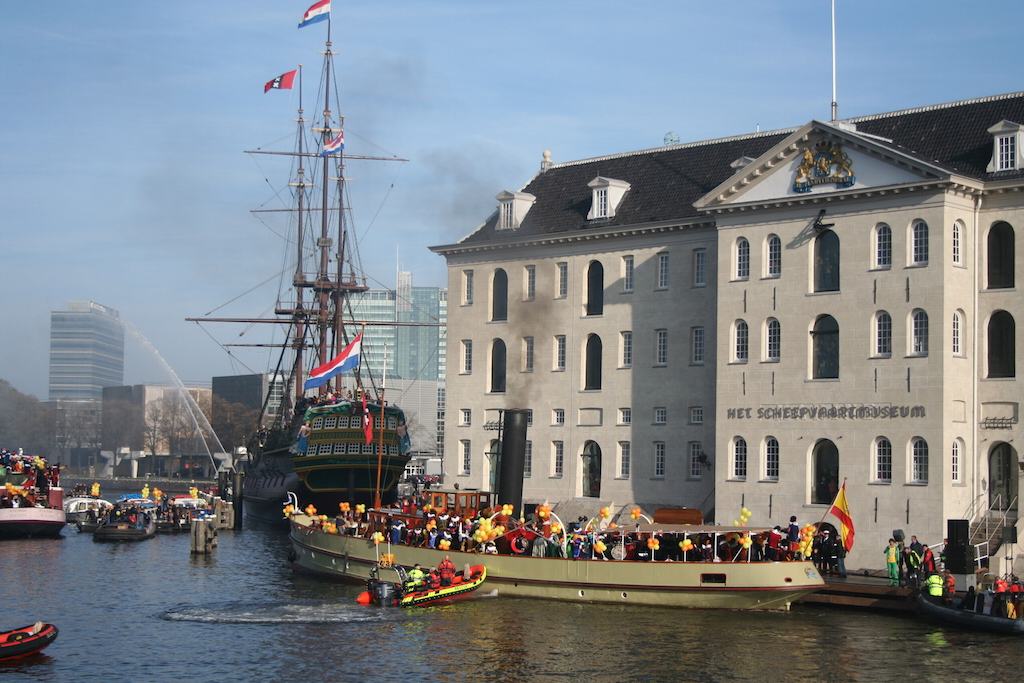
Stoomboot Christiaan Brunings tijdens de intocht van Sinterklaas bij het Scheepvaartmuseum te Amsterdam; 13 november 2011. Foto: Erik Swierstra.

De intocht van Sinterklaas in Amsterdam ('De blijde incomste') is een jaarlijkse optocht in Amsterdam waarbij Sinterklaas met een grote schare Pieten per stoomboot arriveert en op zijn schimmel een intocht maakt door de binnenstad.

## Geschiedenis
De eerste centraal door het Initiatief Comité Amsterdam (ICA) georganiseerde intocht werd gehouden op 1 december 1934. Als stoomboot werd een sleepboot van rederij Goedkoop geleend, de schimmel kwam uit de stal van Van Gend & Loos en acteur Eduard Verkade vertolkte de bisschop. Aan de Zwarte Pieten werd gestalte gegeven door een Hoofdpiet en zes Surinaamse matrozen, die toevallig in de haven voor anker lagen. Studenten van de paardrijclub 'Hors' uit de Hollandsche Manege vertolkten Spaanse herauten. De Sint Nicolaaskerk luidde de kerkklokken en bodega Oporto op Damrak 92 (in 1963 opgeheven en nu een fastfoodrestaurant) bood Spaanse wijn aan. Na afloop was er een kinderfeest in het Vondelparkpaviljoen.
Behalve in 1944 is sindsdien ieder jaar door hen een intocht georganiseerd. Tijdens de Duitse bezetting in 1940 staakte het ICA zijn werkzaamheden. Nationaalsocialistische organisaties als Winterhulp en Jeugdstorm organiseerden daarna tweemaal een inkomst.
In 1945 stelden de Canadese bevrijders twintig jeeps ter beschikking. Kolonel Gilday wilde een spectaculaire intocht met zestien sinterklazen, maar moest er morrend vijftien schrappen.
Op 17 november 2013 werd de 75e intocht gehouden. Vroeger vond de intocht plaats op een zaterdag in november, maar sinds de landelijke intocht ieder jaar op de derde zaterdag van november telkens in een andere gemeente plaatsvindt en op de televisie breed wordt uitgemeten, en de winkels op zondag open zijn, werd omstreeks 2000 besloten de stedelijke intocht een dag op te schuiven. Sindsdien is de intocht in Amsterdam op de eerste zondag van november na Sint-Maarten. Daarnaast vinden nog diverse kleine intochten plaats in andere wijken en stadsdelen van Amsterdam.

## Aankomst per stoomboot
Sinterklaas en de Zwarte Pieten kwamen traditioneel per motorboot aan bij de Sint-Nicolaaskerk aan de Prins Hendrikkade. Vanaf 1952 tot en met 2002 werd met de motorboot Spanje aangemeerd. Bij de metrobouwwerkzaamheden voor de Zuidoostlijn in de jaren zeventig en later (sinds 2003) voor de Noord/Zuidlijn moest naar elders worden uitgeweken.
Sinds 2003 wordt gebruikgemaakt van het stoomschip Christiaan Brunings, dat afmeert bij het Scheepvaartmuseum, na een tocht over de Amstel en de Nieuwe Herengracht. Een passende locatie aangezien Sint-Nicolaas ook schutspatroon van de zeevarenden is.
Als gevolg van de coronacrisis kon de intocht van Sinterklaas in 2020 niet doorgaan. Wel was er een reportage op de lokale televisiezender AT5 van de aankomst op een geheim gehouden locatie. Net als vorige jaren was de aankomst bij het Scheepvaartmuseum, er was geen publiek en er waren vijf in plaats van vijfhonderd Pieten.
Op 14 november 2021 was er een intocht in gewijzigde vorm: de stoomboot voer vanaf de Ouderkerkerdijk via de Amstel naar de Amstelsluizen bij Theater Carré, waar voor het eerst werd overgestapt op drie kleinere boten die een rondvaart door de grachten maakten, via Prinsengracht, Brouwersgracht, Herengracht en Nieuwe Herengracht naar het Oosterdok, waar Sinterklaas en zijn Pieten aan land gingen bij het Scheepvaartmuseum. Daar was een besloten ontvangst. Sinds 2022 wordt (weer) gevaren vanaf de Omval via de Amstel naar het Scheepvaartmuseum.

## Op de schimmel door de stad
Bij aankomst wordt Sinterklaas verwelkomd door de Burgemeester van Amsterdam. In 2019 werd Sinterklaas ook door de nieuwe 'kinderburgemeester' ontvangen, van wie hij de zilverkleurige 'sleutel van de stad' ontving, zoals elders Prins Carnaval ook een 'sleutel van de stad' ontvangt.
Vervolgens ging Sinterklaas op zijn schimmel via de Prins Hendrikkade en Damrak naar de Dam, waar de gevelsteen van Sinterclaes op de Dam nr. 2 wordt gepasseerd en bisschopswijn wordt aangeboden. Daarna gaat de tocht (meestal) via Rokin, Reguliersbreestraat, Utrechtsestraat of Vijzelstraat en Weteringschans naar het Leidseplein waar een afsluiting is in de Stadsschouwburg.
Vanwege de bouw van een fietsenstalling onder het Kleine-Gartmanplantsoen is de route sinds 2016 gewijzigd. Vanaf het Marineterrein (Kattenburgerstraat) gaat de stoet via de Prins Hendrikkade, de Valkenburgerstraat, het Mr. Visserplein en de Amstelstraat naar het Rembrandtplein. Vervolgens via Reguliersbreestraat, Muntplein en Rokin naar de Dam (eindpunt).
In 2024 kwam de optocht van Sinterklaas niet meer in de buurt van de Sint-Nicolaaskerk en de Dam, de tocht voerde nu vanaf de Stopera via Rembrandtplein, Frederiksplein en Weteringplantsoen naar het Leidseplein.
Tijdens de intocht wordt er 4.500 kilo snoep uitgedeeld, en er komen gemiddeld tussen de 300.000 en 400.000 grote en kleine kinderen van alle leeftijden kijken.

## Samenstelling optocht
De Sint op zijn paard wordt traditioneel begeleid door een stoet bestaande uit Pieten, herauten, landsknechten, amazones, herenrijders en Spaanse edelen. De stoet bestond in 2012 uit 738 Zwarte Pieten. Trapsgewijs in drie jaar tijd is de Zwarte Piet vervangen door de Schoorsteenpiet, 25% in 2014, 50% in 2015, tot 100% nieuwe Pieten sinds 2016. In 2017 werd de metamorfose voltooid met nieuwe, speciaal vervaardige kostuums.

## Vertolking Sinterklaas
- Eduard Verkade (1934-1938)
- Bernard van Vlijmen (1939)
- Eduard Verkade (1945-1948)
- Paul Huf (1949)
- Jan Gajentaan (1950-1962)
- Gerard de Klerk (1963-1988)
- Dick Ernst Claassen (1989-1998)
- Dries Zee (1999-2008)
- Jeroen Krabbé (2009-2018)
- Christiaan Bramer (2019)
- Derek de Lint (2020-heden)

## Op televisie
Op 22 november 1952 vond de eerste uitzending op de televisie van de landelijke intocht van Sinterklaas plaats vanuit Amsterdam. Behalve in 1960 was deze televisie-uitzending tot 1963 steeds vanuit Amsterdam. Sinds 1992 wordt de intocht uitgezonden op de lokale televisiezender AT5.

## Filmopnames
Polygoonjournaals van de jaarlijkse intochten bij Beeld en Geluid:
- Sinterklaas op motorfiets (1930)
- Intocht 1934
- Intocht 1935
- Intocht 1941
- Intocht 1941
- Intocht 1942
- Intocht 1943
- Intocht 1952
- Uittocht 1952
- Intocht 1953
- Intocht 1954
- Sinterklaas in Amsterdam (1955)
- Intocht 1956
- Glorieuze terugkeer Sinterklaas in Amsterdam (1957)
- Aankomst Sinterklaas in Sint-Nicolaaskerk (1958)
- Hij is er (1959)
- Intocht 1960
- Sinterklaas is er weer! (1961)
- Intocht van Sint Nicolaas in Amsterdam in 1961
- Goedheiligman in Amsterdam (1962)
- Intocht 1963
- Intocht 1964
- Intocht 1967
- Intocht 1970
- Intocht 1971
- Reportage en intocht 1974
- Aankomst en Sintenvergadering (1980)